# Sterphus fascithorax
Sterphus fascithorax är en tvåvingeart som först beskrevs av Samuel Wendell Williston  1888.  Sterphus fascithorax ingår i släktet Sterphus och familjen blomflugor. Inga underarter finns listade i Catalogue of Life.